# Cirse de Montpellier
Cirsium monspessulanum
Espèce
Classification phylogénétique

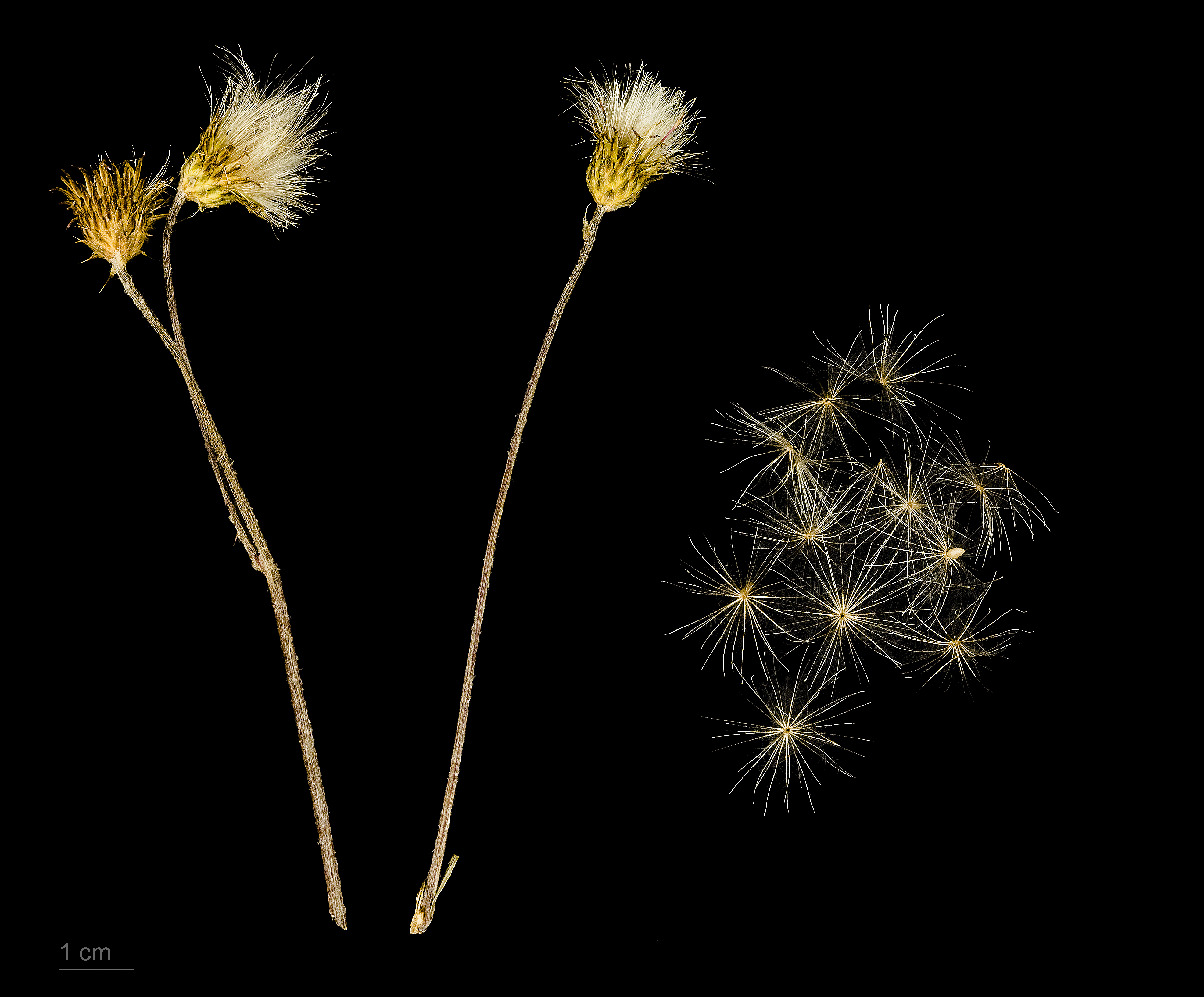
Cirsium monspessulanum au Muséum d'histoire naturelle de Toulouse.

Le Cirse de Montpellier (Cirsium monspessulanum) est une espèce de plantes à fleurs de la famille des Astéracées (Composées).

## Description
- plante herbacée vivace - haute de 5-15 dm, dressée, un peu aranéeuse
- - feuilles entières ou faiblement sinuées, oblongues-lancéolées ou lancéolées aiguës, ciliées-spinuleuses, non épineuses, vertes et glabres sur les deux faces, assez brièvement décurrentes, les supérieures non décurrentes
- - involucre  ovoïde-subglobuleux, presque glabre à folioles dressées, lancéolées, tachées de noir au sommet acuminé en pointe courte, les intérieures linéaires, aiguës
- - capitules petits, rapprochés
- - fleurs purpurines.
- Écologie : lieux humides, bords des ruisseaux, des Alpes-Maritimes aux Pyrénées centrales, remonte dans la Savoie, l'Isère, la Drôme, l'Ardèche, l'Aveyron.
- Répartition : Espagne, Italie, Algérie.
- Floraison : juin-août[1].

## Caractéristiques

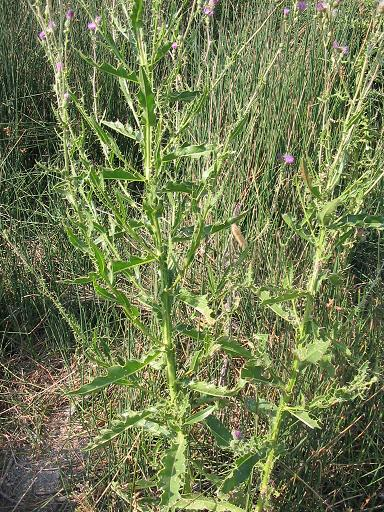
Habitus.

- Organes reproducteurs
  - Type d'inflorescence: racème de capitules
  - Répartition des sexes: hermaphrodite
  - Type de pollinisation: entomogame, autogame
  - Période de floraison: juin à août
- Graine
  - Type de fruit: akène
  - Mode de dissémination: anémochore
- Habitat et répartition
  - Habitat type: prairies méditerranéennes, hygrophiles de niveau topographique moyen
  - Aire de répartition: méditerranéen occidental

Données d'après: Julve, Ph., 1998 ff. - Baseflor. Index botanique, écologique et chorologique de la flore de France. Version : 23 avril 2004.